# WAR-ED
WAR-ED（ウォード）は、日本のロックバンド。
所属レコード会社ビーイング系列のGIZA studio。所属事務所はGIZA。大阪府在住。2015年に活動休止。公式サイトも削除されている。

## 来歴
2010年
- 4月、結成。
- 11月14日、サーキットイベント「MINAMI WHEEL 2010」に出演[1]。

2011年
- 2月7日、自身のツアー「WAR-ED LIVE TOUR -浮世DRIVE vol.0 -」を敢行。
- 5月4日、ライブイベント「COMIN'KOBE'11」に出演し、神戸夙川学院大学体育館のESP REDで披露[2]。
- 6月5日、ライブハウスサーキットイベント「SAKAE SP-RING 2011」に出演。この時は同じビーイング系の植田真梨恵、Jeeptaと共演[3][4][5][6]。
- 7月17日、ミニアルバム「CONSTRUCTION」でインディーズデビュー。同時に麻井、山口が脱退し、サポートミュージシャンとしての活動に徹し、バンドは山下、鶴澤の2人編成になる。また、香川テアトロンで『魂の叫び』に出演[7]。

2012年
- 3月17日、鶴澤が脱退を表明。同時に山下、嶋津兄弟、藤林の4人編成として活動開始。

2013年
- 8月25日、2ndミニアルバム「Essence of the Heart」をライブ会場限定発売。
- 12月27日、hillsパン工場で自身初のワンマンライブを開催。

2014年
- 3月19日 、シングル「光を探して〜未来の君へ〜」（駿台予備校2014CMソング）でメジャーデビュー。
- 8月20日、1stアルバム「Garden of Solace」を発売。

2015年
- 4月4日、藤林が脱退。山下、嶋津兄弟の3人編成となる。
- 12月11日、4thワンマンライブ「Live Garden〜To Be Free〜」をもって、活動を終了。

2019年
- オリジナルメンバーでもあるShinji, Yoshi, Yoshiyuki, Muneが新バンド「VVE」として再結成し、新曲の「Juicy Sweet Mango」をリリース。WAR-ED時代のサポートメンバーでもあったShingo, Yutaroもスペシャルサポートして制作に携わっている。

2020年
- サッカー選手の本田圭佑が公式アンバサダーを務めるイベント「Little You」のテーマソングに新曲の「Keep Your Smile」が抜擢される。

2022年
- Jリーグ、セレッソ大阪に楽曲「WE」を提供。オフィシャル映像の【スタジアムの鼓動を呼び戻せ】のテーマソングとして起用される。
- 韓国TV局「TvN」内で放送された音楽番組、「Rock Koong」にゲスト出演。

## メンバー
- 山下慎司(やました しんじ)（ボーカル、ギター）
1990年11月21日生まれ。現メンバーの中で唯一のオリジナルメンバー。好きなミュージシャンは「ジョン・レノン」、「ボブ・ディラン」、「ノエル・ギャラガー」。現在は音楽活動と音楽講師をしている。
- 嶋津義貴(しまづ よしたか)（ギター、コーラス）
1991年11月2日生まれ。嶋津宗成の弟。Chicago Poodleのサポートメンバーとしても活動経験あり。好きなミュージシャンは「ポール・ギルバート」、「ジョン・ペトルーシ」。
- 嶋津宗成(しまづ むねなり)（ドラム、コーラス）
1987年10月19日生まれ。嶋津義貴の兄。好きなミュージシャンは「マルコ・ミンネマン」、「FUZZY CONTROL」、「B'z」。
2022年にミューン株式会社を設立。同社の代表取締役として活動中。
2024年10月、株式会社Birdmanの代表取締役に就任。2025年6月、同社代表取締役を退任。

### 元メンバー
- 麻井寛史(あさい ひろし)（ベース）元the★tambourines
形式上はゲストプレイヤーだった。脱退後もさぁさ、grramなどに楽曲提供している。2012年に大賀好修らとSensationを結成。
- 山口篤(やまぐち あつし)（ドラム）元Naifu
麻井と同じくゲストプレイヤーだった。脱退後は大浦史記、安井剛志とLoeを結成。ボーカル、ドラムを担当。2018年にdpsのドラムとしてメジャー再デビュー。
- 鶴澤夢人(つるさわ ゆめと)（ギター、コーラス）
脱退後は依田明宏とBack pageZを結成し、ギターを担当。2014年にBack pageZからBlanky Pumpkinへと改名し、活動中。脱退後も編曲者として楽曲制作には携わっている。
- 久保田敬也(くぼた けいや)（ボーカル）
hillsパン工場初出演時は久保田と山下のツインボーカルであった。久保田はその後、離脱し、HAZZE、Purple Stoneを結成し活動していたが現在はビーイングとの契約を終了している。
- 藤林慶之(ふじばやし よしゆき)（ベース、コーラス）
1991年12月13日生まれ。嶋津義貴とは大阪音楽大学短期大学部の同級生。なついろのサポートメンバーとしても活動経験あり。好きなミュージシャンは「BUMP OF CHICKEN」、「マーカス・ミラー」。 2015年4月4日のライブを最後に脱退。

## バンド名の由来
WAR-EDとは戦争を意味する「WAR」に過去形を意味する「ED」をつけ、「戦争は終わった」という意味を持たせた造語である。また、争い事が終わって、希望が持てる未来に音楽を届けたいという想いが込められている。

## ディスコグラフィ

### シングル
| 枚  | 発売日        | タイトル                 | 規格品番  | 収録曲                     | 作詞     | 作曲     | 編曲     | 備考                     |
| --- | ------------- | ------------------------ | --------- | -------------------------- | -------- | -------- | -------- | ------------------------ |
| 1st | 2014年3月19日 | 光を探して〜未来の君へ〜 | GZCA-4139 | 光を探して～未来の君へ     | 山下慎司 | 山下慎司 | 安倍智樹 | 駿台予備学校2014CMソング |
| 1st | 2014年3月19日 | 光を探して〜未来の君へ〜 | GZCA-4139 | もう一度考えよう           | 山下慎司 | 山下慎司 | 岡本仁志 | 駿台予備学校2014CMソング |
| 1st | 2014年3月19日 | 光を探して〜未来の君へ〜 | GZCA-4139 | 生きたくても生きれない生命 | 山下慎司 | 岡本仁志 | 岡本仁志 | 駿台予備学校2014CMソング |

### アルバム
| 枚  | 発売日        | タイトル         | 規格品番  | 収録曲                                             | 作詞     | 作曲     | 編曲     | 備考 |
| --- | ------------- | ---------------- | --------- | -------------------------------------------------- | -------- | -------- | -------- | ---- |
| 1st | 2014年8月20日 | Garden of Solace | GZCA-5266 | 終わらない物語                                     | 山下慎司 | 山下慎司 | 安倍智樹 |      |
| 1st | 2014年8月20日 | Garden of Solace | GZCA-5266 | 争わない世界に今、花が咲く -Garden of Solace ver.- | 山下慎司 | 山下慎司 | 岡本仁志 |      |
| 1st | 2014年8月20日 | Garden of Solace | GZCA-5266 | ゆずれない夢                                       | 山下慎司 | 山下慎司 | 安倍智樹 |      |
| 1st | 2014年8月20日 | Garden of Solace | GZCA-5266 | 光を探して～未来の君へ～                           | 山下慎司 | 山下慎司 | 安倍智樹 |      |
| 1st | 2014年8月20日 | Garden of Solace | GZCA-5266 | Maria                                              | 山下慎司 | 山下慎司 | 安倍智樹 |      |
| 1st | 2014年8月20日 | Garden of Solace | GZCA-5266 | Lonely Drive                                       | 山下慎司 | 山下慎司 | 鶴澤夢人 |      |
| 1st | 2014年8月20日 | Garden of Solace | GZCA-5266 | I Wanna Rock With You Tonight                      | 山下慎司 | 山下慎司 | 鶴澤夢人 |      |
| 1st | 2014年8月20日 | Garden of Solace | GZCA-5266 | P.S. I Love You                                    | 山下慎司 | 山下慎司 | 鶴澤夢人 |      |

### インディーズ・ミニアルバム
| 枚  | 発売日        | タイトル             | 規格品番 | 収録曲                          | 作詞     | 作曲     | 編曲       | 備考               |
| --- | ------------- | -------------------- | -------- | ------------------------------- | -------- | -------- | ---------- | ------------------ |
| 1st | 2011年7月17日 | CONSTRUCTION         | TCR-065  | ONLY YOUR WAY                   | 山下慎司 | 徳永暁人 | 徳永暁人   | TENT HOUSEより発売 |
| 1st | 2011年7月17日 | CONSTRUCTION         | TCR-065  | Underworld                      | 山下慎司 | 岡本仁志 | 岡本仁志   | TENT HOUSEより発売 |
| 1st | 2011年7月17日 | CONSTRUCTION         | TCR-065  | キミを知りたい                  | 山下慎司 | 徳永暁人 | 徳永暁人   | TENT HOUSEより発売 |
| 1st | 2011年7月17日 | CONSTRUCTION         | TCR-065  | いつも君の事 想い過ぎていたから | 山下慎司 | 徳永暁人 | 葉山たけし | TENT HOUSEより発売 |
| 1st | 2011年7月17日 | CONSTRUCTION         | TCR-065  | happy end                       | 山下慎司 | 徳永暁人 | 徳永暁人   | TENT HOUSEより発売 |
| 1st | 2011年7月17日 | CONSTRUCTION         | TCR-065  | Hurricane                       | 徳永暁人 | 徳永暁人 | 徳永暁人   | TENT HOUSEより発売 |
| 2nd | 2013年8月25日 | Essence of the Heart | GICL-001 | 光を探して                      | 山下慎司 | 山下慎司 | WAR-ED     | ライブ会場限定発売 |
| 2nd | 2013年8月25日 | Essence of the Heart | GICL-001 | 争わない世界に今、花が咲く      | 山下慎司 | 山下慎司 | WAR-ED     | ライブ会場限定発売 |
| 2nd | 2013年8月25日 | Essence of the Heart | GICL-001 | Summer Girl                     | 山下慎司 | 山下慎司 | WAR-ED     | ライブ会場限定発売 |
| 2nd | 2013年8月25日 | Essence of the Heart | GICL-001 | Sweets Love Story               | 山下慎司 | 山下慎司 | WAR-ED     | ライブ会場限定発売 |

### コンピレーション・アルバム参加作品
| 発売日        | タイトル                 | 規格品番  | 参加曲         |
| ------------- | ------------------------ | --------- | -------------- |
| 2010年12月1日 | Christmas Non-Stop Carol | GZCA-5229 | LAST CHRISTMAS |